# Kara no Kyōkai
Межа порожнечі (яп. 空の境界, Kara no Kyōkai) — ранобе Насу Кіноко, написане ним до заснування компанії Type-Moon у 1998 році та опубліковане на особистій сторінці сайту аматорських робіт «такебокі». У 2001 році роботу випущено як додзінсі, створене у двох томах з ілюстраціями Такеучі Такаші, цього разу в рамках продукції Type-Moon. У 2004 році відбулося професійне перевидання компанією Kodansha. Роман розповідає про розслідування серії містичних подій, які відбуваються в японському місті Міфуне, працівниками магічної фірми Garan no Dou.
У 2002 році компанією звукозапису Magic Cage випущена однойменна радіопостановка. З 2007 до 2009 року студією ufotable видавалася в прокат серія із семи анімаційних фільмів, продюсерами яких стали Кондо Хікару та Івакамі Ацухіро. Музикальний супровід фільмів виконаний Каджіурою Юкі, яка сформувала для виконання ендінгу аніме музикальний гурт Kalafina.
У 2008 і 2013 роках Насу Кіноко як матеріали для промоакцій екранізації роману були видані дві додаткові глави, перша з яких отримала у 2013 році власну екранізацію студією ufotable. Крім того, у 2013 році з 6 липня до 28 вересня на різних телеканалах Японії була продемонстрована телевізійна версія основної серії фільмів, яка склала аніме-серіал з 13 серій.

## Сюжет
Події роману розгортаються в 1998 році в японському місті Міфуне (яп. 観布). Після двох років перебування в комі, яка стала наслідком дорожньо-транспортної пригоди, молода дівчина Рьоґі Шікі приходить до тями, і дізнається, що володіє здібністю «містичних очей сприйняття смерті» (яп. 直死の魔眼, тьокусі но маґан) — здатністю бачити «смерть» будь-якої істоти у формі ліній та крапок. Будь-який розріз, здійснений по таких лініях, призводить до безповоротного знищення сутності предмета. Після опанування своєї здібності Шікі влаштовується на работу у фірму Garan no Dou, де займається розслідуванням різних містичних подій, які відбуваються в Міфуне, і намагається знайти сенс власного існування.
Робота побудована з окремих глав, кожна з яких містить власну сюжетну лінію і різних антагоністів. Під час розслідування виявляється, що за кожним з противників Шікі стояв маг Арая Сорен (яп. 荒耶宗蓮), який підштовхнув цих людей на здійснення злочинів. Головною метою Арая Сорена було досягнення «Вихору Джерела» (яп. 根源の渦, Конґен но Удзу) — сили, яка є центром усіх змін світу і яка є безмежним джерелом магічної енергії, який здатний виконати будь-яке бажання мага. Задля цього Арая побудував у Міфуне експериментальний житловий комплекс, населив його піддослідними людьми, після чого вбив і підмінив їх копіями із запрограмованим розумом. Одній з таких копій — юнаку Енджьо Томое (яп. 臙条巴) — була навіяна вказівка вбити власних батьків, після чого той був відпущений за межі комплексу. Стурбований відсутністю реакції поліції на начебто здійснений ним злочин Томое несвідомо залучає до розслідування його справи Рьоґі Шікі, яка після вивчення комплексу стикається з Арая і дізнається, що її здібність містичних очей є останньою ціллю мага, оскільки вони є одним з проявів Вихору Джерела в реальному світі. У процесі битви з працівниками фірми Garan no Dou Сорен Арая зазнає поразки, що, втім, не зупиняє серію злочинів у місті. Останнім противником Шікі стає її палкий прихильник — Шірадзумі Ріо (яп. 白純里緒), який через відмову Шікі став з допомогою Арая Сорена серійним вбивцею і поступово почав сходити з розуму.

## Головні герої
Рьоґі Шікі (яп. 両儀式) — головна героїня, яка відчуває підсвідоме бажання вбивства. Єдиною близькою для Шікі людиною є її колишній однокласник Кокуто Мікія. У шкільні роки всередині Шікі існувало дві різні особистості — жіноча «Шікі» (яп. 式) і чоловіча «ШІКІ» (яп. 織), які перебула у внутрішньому конфлікті, що стало причиною постійного придушення чоловічої внутрішньої особистості, яка, як вважала Шікі, «не знала нічого крім вбивства». За два роки до початку основних подій Шікі потрапила в аварію, коли намагалася покінчити з життям після нападу на Кокуто Мікію, і втратила чоловічу частину особистості. У сутичці з Сірадзуне Ліо вперше усвідомлено і безпосередньо здійснює вбивство противника, чого раніше уникала через вплив Мікії.
Сейю: Сакамото Маая (фільм), Кавакамі Томоко (радіопостановка).
Кокуто Мікія (яп. 黒桐幹也) — друг Шікі, закоханий у неї зі старшої школи. Під час перебування Шікі у комі доглядав за нею впродовж двох років. Влаштувався працівником у фірму Аодзакі Токо, де займався аналітичною обробкою інформації. Протидіяв внутрішнім пориванням Шікі до вбивства. Після закінчення подій роману одружився з Шікі.
Сейю: Судзумура Кен'їчі (фільм), Іто Кентаро (радіопостановка).
Аодзакі Токо (яп. 蒼崎橙子) — маг, спеціалізується на створенні маріонеток. Навчався в магічній академії при Асоціації магів (яп. 魔術協会, Мадзюцу Кьо:кай) в Лондоні разом з Арая Сореном. Голова фірми Garan no Dou (яп. 伽藍の堂). Відразу після виходу Шікі з коми допомагала їй навчитися контролювати містичні очі.
Сейю: Хонда Такако (фільм), Іноуе Кікуко (радіопостановка).
Кокуто Адзака (яп. 黒桐鮮花) — молодша сестра Мікії. Попри кровну спорідненість, з дитинства закохана в Мікію і ревнує його до Шікі. Навчається магії у Аодзакі Токо, а загальну освіту здобуває в жіночій академії Реіен (яп. 礼園女学院, Реіен Джьоґакуін). Мешкає в гуртожитку академії в одній кімнаті з віщункою майбутнього Сео Сідзуне (яп. 瀬尾静音). Володіє здатністю викликати за допомогою магії займання.
Сейю: Аюмі Фуджімура (фільм), Тамура Юкарі (радіопостановка).

## Історія створення
У середині 1990-х років майбутній засновник і головний сценарист компанії Type-Moon Кіноко Насу був офісним працівником, чиїм хобі було написання оповідань і сценаріїв ігор у жанрі фентезі. Вже у віці до двадцяти років Насу відправляв свої роботи в різні видавництва, але завжди отримував відмову, через що надалі вирішив писати винятково задля власного задоволення і відчував невпевненість у якості власної творчості. У 1996 році він написав текст Mahōtsukai no Yoru, де вперше згадав основи магічного світу, який надалі став базисом для його наступних робіт: Kara no Kyōkai, Tsukihime та Fate/stay night. Одним з небагатьох людей, який був знайомий з текстами Насу, був його близький друг, тоді працівник компанії Compile і манґака-початківець, Такеучі Такаші, який у всьому підтримував його і радив продовжувати спроби створення нових робіт. Як пізніше зазначав Насу, через ставлення свого друга йому самому довелося «повірити в людину, в яку вірив Такеучі».

Особистість Шікі Рьоґі поділена на основі принципу «Тайцзі».

У 1998 році у віці двадцяти п'яти років Насу усвідомив, що хоче написати роман, на основі свого життєвого і письменницького досвіду, де він міг би об'єднати ідеї своїх попередніх робіт з космогенезом китайської філософії. Тоді автор, за його словами, відчував відторгнення стосовно соціуму і наявної індустрії розваг, що стало додатковою мотивацією для створення твору. Почавши роботу над твором, Насу вибрав у ролі основної теми сюжету історію людини, яка відчуває внутрішню порожнечу, що було відображенням його власного тогочасного «я». Після цього він розбив цю концепцію на п'ять окремих аспектів, кожний з яких став центральною частиною однієї з п'яти глав майбутнього роману. Структура твору виконана не у хронологічному порядку для того, щоб читач тексту міг робити припущення щодо сенсу окремих побачених елементів фабули і символів, повне значення яких можна було усвідомити лише у фіналі роману. Сам же фінал був придуманий ще на початковому етапі роботи, оскільки Насу вважав, що за нього не варто братися без належного завершення сюжету. В уявленні автора образ Кокуто Мікії є відображенням його власних ідеалів, цінностей і уявлень про життя, проте Насу з жалем відзначав, що не може жити подібно до власного героя.
Під час написання роману Насу був зосереджений здебільшого на смисловому наповненні тексту і приділяв його стилістичним та художнім аспектам істотно менше уваги. Початково він планував створити п'яту главу, яка містила б кульмінацію з головним антагоністом усього твору — Арая Сореном, найкоротшою серед усіх глав, оскільки не хотів надмірно описувати сцену фінального поєдинку. Втім, саме ця глава зрештою стала найдовшою у всьому романі, оскільки Насу вирішив додати численні діалоги, які сприяли, на його думку, додатковому розкриттю образу Арая Сорена.

## Видання
У жовтні 1998 року п'ять глав роману, який отримав назву Kara no Kyōkai, були завершені та опубліковані у вільному доступі на особистій сторінці Насу «такебокі» (яп. 竹箒, такебо:кі) на сайті доджінші-робіт. Згодом після цього автор вирішив оформити фінал сюжетної лінії Рьоґі Шікі та Кокуто Мікії і створив дві додаткові глави, які були опубліковані на цьому ж сайті у 1999 році. Насу і Такеучі, які до того часу сформували доджін-товариство Type-Moon, вирішили представити дві фінальні глави роману на 56-му ярмарку Комікет тиражем з 500 екземплярів. Для оформлення тому в стандартах ранобе-видань Насу вичитав текст і скоротив його окремі частини, щоб вкластися у 200 сторінок паперового формату B5, а опісля щодня по одній годині впродовж двох тижнів копіював манускрипт у найближчому магазині. Втім, на самому Комікеті Kara no Kyōkai, як і інша продукція Type-Moon, не зацікавив відвідувачів.
На тлі успіху нового продукту Type-Moon — візуального роману Tsukihime — у 2001 році перші чотири глави Kara no Kyokai стали бонусом для Tsukihime Plus-Disc, а у грудні того ж року вони були видані у двох томах як доджінші, завдяки чому стали відомі широкому загалу. 8 червня 2004 року відбулося комерційне видання роману від Kodansha, причому усі 5000 копій обмеженої серії були продані в перший день продажів, а загальна кількість проданих екземплярів роману перевищила 500 тисяч копій. У 2007 році до виходу фільму відбулося перевидання ранобе в тритомному форматі. У 2018 році до двадцятиліття роману організований новий обмежений тираж, до складу якого були додані додаткові глави, які раніше не публікувалися з основною серією.
У 2009 році компанія Del Rey Manga анонсувала публікацію роману англійською мовою, проте у 2010 році видавництво припинило своє існування, так і не розпочавши випуск. У 2017—2018 роках видавництвом Kotori здійснене видання Kara no Kyokai польською мовою.
З 15 вересня 2010 року в онлайн-журналі Saizensen почалося видання манґа-адаптації роману у форматі вебкоміксу, який отримав назву Kara no Kyōkai the Garden of sinners, від манґаки Суфіа Тенку за редакцією Насу і Такеуті. З 2011 року манґа почала видаватися друком у журналі Hoshizawa COMICS.

## Анімаційні фільми

### Концепція та створення
Ідея створення екранізації ранобе належала продюсеру компанії Aniplex Івакамі Ацухіро, який спочатку мав намір зайнятися випуском серіалу за візуальною новелою Tsukihime, але у 2003 році його випередила студія J.C.Staff, яка створила Shingetsutan Tsukihime. У 2005 році Івакамі вирішив спробувати зробити аніме-адаптацію Kara no Kyōkai. На роль виконавця ним була вибрана невелика студія ufotable, оскільки Івакамі зацікавила остання їхня робота — Futakoi Alternative, тому продюсер зв'язався з головою студії Кондо Хікару. Зі свого боку Кондо дав згоду на подібний проект, проте не був впевнений, чи отримають вони дозвіл на екранізацію від Type-Moon, і попросив Івакамі знайти альтернативний варіант на випадок відмови. Після розроблення концепту Івакамі звернувся з пропозицією до продюсера видавництва Kodansha Ота Кацуші.
Як згадував Насу Кіноко, до нього тоді вже зверталися різні студії із запитами щодо адаптації ранобе, але він відхиляв усі пропозиції, оскільки, на його думку, глядач не зміг би сприйняти авторський задум оригінального твору у межах жорсткого формату телесеріалу. У 2006 році Ота Кацуші передав сценаристу Type-Moon ідею Івакамі про створення екранізації у вигляді серії фільмів за окремими главами роману. Після розмірковувань Насу дійшов висновку, що вже сам факт відвідування майбутнім глядачем кінотеатру збільшував його концентрацію під час перегляду, що могло посприяти кращому засвоєнню деталей сюжету, і тому дав свою згоду на початок робіт.
Під час затвердження загального бюджету картини з Aniplex було вирішено зупинитися на форматі з семи фільмів із загальним хронометражем 420 хвилин (згодом він був збільшений до 500 хвилин). Для стимулювання глядацького інтересу до серії було вирішено випускати нові частини з відносно короткими інтервалами (близько чотирьох місяців), а також проводити промоакції з поширенням різної продукції за тематикою Kara no Kyōkai. У середині 2000-х років в аніме-індустрії почали масово з'являтися різні нововведення, пов'язані з впровадженням комп'ютерної постобробки, цифрового знімання та HD формату, що істотно відрізнялося від прийнятої на студії ufotable орієнтації на DLP технологію візуального виводу. Через це Кондо вирішив впровадити ці технології в рамках нового проекту і сприйняв адаптацію Kara no Kyōkai як експериментальну роботу, в якій планував залучити більшу частину персоналу студії. На роль сценариста був призначений Масакі Хірамацу, посади режисерів-постановників були розподілені серед усіх працівників, які мали таку кваліфікацію (Аокі Ей, Хірао Такаюкі, Міура Такахіро та інших), а робота над художнім оформленням була доручена Нонака Такуя. Також була створена додаткова посада оператора, відповідального за створення максимально реалістичних деталей зображення (таких як, усунення однобарвності різних текстур, проєкцій на них фонів та відображень і так далі), на яку був затверджений Терао Юіті. Пізніше Терао відзначав, що найскладнішою частиною його роботи стала передача металічного блиску ножа, а низка інших елементів (візуальні ефекти крапель дощу та крові) від самого початку створювалися з розумінням того, що публіка в кінотеатрах не зможе по-справжньому оцінити такі деталі. Для виконання комп'ютерної частини постпродукції картини студія звернулася до компанії Sony PCL.
Ще на стадії планування серії студія ufotable ухвалила рішення про випуск фільмів у порядку глав ранобе, а не в хронологічному, як рекомендував їм Насу Кіноко. Це було зроблено, оскільки Хірамацу Масакі хотів підкреслити таким чином атмосферу твору, «наповнену недомовленістю та загадками». Також для підготовки першого фільму Насу запропонував частково переписати першу главу ранобе, оскільки вважав її найменш вдалою у всьому романі й доволі невпорядкованою, проте і ця ідея була залишена сценаристом серії без уваги. Як зазначав Аокі Ей, під час опрацювання сценарію з тексту роману були особливо виділені ключові сюжетні лінії персонажів, а побічна частина фабули переважно скорочувалася на догоду жорстким рамкам хронометражу. Втім, студія не наважилася видалити частину подібних сцен з огляду на важливість художнього образу персонажів, який передається через їхню поведінку, хоча такі дії й стали причиною істотного збільшення тривалості сцен у порівнянні із запланованим. Також був скорочений детальний опис елементів сетингу магічного світу, оскільки спроби їх адаптації як тривалих монологів стали б причиною, на думку режисерського складу, втрати глядацького інтересу сцен. Замість цього Кондо Хікару вирішив зробити акцент на цих деталях через візуальний ряд, а частину з них (тих, які потребували поглибленого розуміння аудиторією сюжету) вирізати. Хірамацу також зазначав, що досвід роботи над Kara no Kyōkai сильно відрізнявся від попереднього напрямку студії ufotable і вимагав від нього відійти від власного стилю викладу та наблизитися за манерою до Насу Кіноко, з яким узгоджувався сценарій кожного фільму. Сам же Насу згодом зізнався, що не міг сприймати цю адаптацію як свій вихідний твір, і хоча визнавав якість роботи ufotable, але після ознайомлення з першим фільмом дійшов висновку, що ранобе не підлягало екранізації зовсім.
Робота над рухами персонажів здійснювалася таким чином, зоб уникнути можливого гротеску окремих епізодів. Зокрема, сцени битв попередньо виконувалися командою аніматорів у декількох варіантах розкадрування, які надалі остаточно затверджувалися Кондо Хікару. Дизайн персонажів також був переглянутий студією у порівнянні з ранобе-версією. Ілюстратор Type-Moon Такеучі Такаші погодився з вимогами ufotable і зробив уточнення деталей костюмів та зачісок персонажів, а також повністю переробив зовнішність героїні Аодзакі Токо. Під час опрацювання попереднього сценарію було ухвалене рішення про демонстрацію сцен сексуального насилля, незважаючи на підвищення через це вікового рейтингу фільму за оцінкою EOCS.
Найскладнішим образом персонажа для постановки окремих сцен на думку сценариста картини став Кокуто Мікія, а також диференціація поведінки чоловічої та жіночої особистості Рьоґі Шікі. Пріоритет у виборі сейю для озвучення був також відданий самій студії, через що на ролі був затверджений практично повністю новий у порівнянні з радіопостановкою 2002 року склад акторів. Єдиним винятком став виконавець ролі Арая Сорена — Наката Джьоджі, чий голос, на думку працівників ufotable, дуже добре підходив для образів антагоністів творів Насу Кіноко. На роль Рьоґі Шікі була затверджена Сакамото Маая, оскільки вона на відміну від Кавакамі Томоко, яка озвучувала героїню в радіопостановці, мала нижчий тембр, що на думку режисерів краще підходило для кінематографічного показу. При виборі актриси на роль Кокуто Адзакі комісія зіткнулася з дилемою між демонстрацією яскравості персонажа і необхідністю зміни характеру героїні під загальну атмосферу фільму. Зрештою, вибір студії зупинився на останньому, і роль отримала Фуджімура Аюмі.

### Вихід
Прем'єрний показ першого фільму відбувся 1 грудня 2007 року в кінотеатрі токійського району Шіндзюку. Івакамі Ацухіро спочатку вважав, що робота не буде дуже популярною, і тому організував покази на обмеженій кількості майданчиків, припускаючи, що глядачами даної франшизи стануть лише знайомі з оригінальним твором фанати. Проте вже через кілька днів після початку прокату кількість кінотеатрів, де демонструвалася картина, була збільшена через великий ажіотаж серед відвідувачів, які викуповували всі квитки, зокрема й на ранкові сеанси. Попри те, що спочатку прокат першого фільму був розрахований на чотири тижні, з 26 січня до 8 лютого 2008 року компанією Aniplex разом з виходом вже третьої частини серії були організовані додаткові сеанси випущених раніше фільмів. Надалі демонстрація фільмів здійснювалася на більш ніж 40 майданчиках на всій території Японії. Останній фільм основної серії вийшов 8 серпня 2009 року, а перед його показом 14 березня відбувся вихід 60-хвилинної нарізки перших шести частин, упорядкованих за хронологією, під назвою Remix -Gate of seventh heaven-.
За підсумками прокату всіх фільмів їхня аудиторія склала близько 262 тисяч осіб, а дохід від касових зборів — 306 мільйонів єн. Також було продано понад 700 тисяч копій видання фільмів на DVD, причому у 2008 році продукція Kara no Kyokai опинилася другою за об'ємом продаж серед усієї аніме-продукції, поступившись лише фільму «Evangelion: 1.0 You Are (Not) Alone». У 2009 році разом з серіалом Bakemonogatari продажі Kara no Kyokai дозволили компанії Aniplex вийти на третє місце за продажами за рік серед усіх дистриб'юторів Японії. 2 лютого 2011 року відбувся вихід видання фільмів на Blu-ray Disc, який містив як додатковий матеріал OVA-серію, яка стала епілогом історії. У перший тиждень продажів було реалізовано 25 тисяч копій. У 2013 році разом з виходом фільму за мотивами додаткової глави Mirai Fukuin відбувся додатковий прокат оновленої першої частини серії — Fukan Fuukei, виконаної в 3D-форматі, на додаток до якої демонструвалася екранізація йонкоми Fate/Zero Café. Також у 2013 році з 6 липня до 28 вересня на телеканалах Tokyo MX, Nippon BS Broadcasting, ABS, Niconico, Bandai Channel та Animax демонструвалась телевізійна версія фільмів.
За межами Японії фільми, починаючи з п'ятого, були у прокаті на території Північної Америки, який організувало місцеве відділення Aniplex. Для поширення на різних носіях серія була ліцензована компанією Madman Entertainment в Австралії, MVM Films — у Великій Британії та Ірландії, Anime Virtual — у Німеччині та Швейцарії, Kazé — у Франції.

## Додаткові глави
Після початку виходу фільмів Такеучі Такаші, який став генеральним директором Type-Moon, запропонував Насу Кіноко написати невеликий сиквел історії Kara no Kyōkai для літнього Комікету 2008 року. Оскільки Насу вважав основну сюжетну лінію роману повністю завершеною, він відповів на цю пропозицію відмовою, пославшись на те, що для нього це стало б «спробою оживлення трупу чи створення монстра Франкенштейна». Втім, після вмовлянь Такеучі, який наполягав на обов'язках автора перед прихильниками, Насу дав згоду на створення глави-доповнення до оригінального твору.
Найтривалішим етапом робіт над новим текстом стало опрацювання побічної сюжетної лінії, яка повинна була бути міцно пов'язаною з вже викладеним сетингом ранобе. Для зав'язки був вибраний епізодичний персонаж Сео Шідзуне, який володів здатністю передбачення, через що й вся нова глава отримала назву «Mirai Fukuin» (яп. 未来福音, Мірай Фукуін, «Євангеліє майбутнього»). Також до цілей роботи Насу поставив перед собою завдання показати розвиток відносин між Рьоґі Шікі та Кокуто Мікією через десятиліття після закінчення основного сюжету. Після перегляду серії фільмів автор вирішив написати текст з простішою структурою речень для кращого сприйняття його читачами. Вибір головного антагоніста арки був зроблений на користь персонажа, якій володів реалістичними здібностями та синдромом саванта, щоб не надавати історії надмірного драматизму. Ознайомившись з чорновим манускриптом, Такеучі Такаші виявив бажання створити на базі цієї глави власну додзінсі-манґу Mirai Fukuin — Extra Chorus, яка була підготована у вигляді трьох коротких глав до наступного Комікету.
У 2012 році після закінчення роботи студії ufotable над Fate/Zero Івакамі Ацухіро виступив з пропозицією екранізації Mirai Fukuin, яка було підтримана главою студії Кондо Хікару. На посаду режисера картини був затверджений Судо Томонорі, а роль сценариста дісталася Хіямі Акірі. Як доповнення до фільму продюсерами також було ухвалене рішення про адаптацію манґи Такеучі, яка була доручена Аокі Ей. Цього разу вже Такеучі вирішив виступити проти початку робіт, оскільки спочатку цілковито не поділяв ідею перетворення свого аматорського твору у формат фільму. Проте Насу нагадав главі компанії, яким саме чином тому вдалося переконати його декілька років до цього стати до роботи над Mirai Fukuin, і запевнив Такеучі, що «настала і його черга виправдовувати очікування фанатів». 8 серпня того ж року про майбутню екранізацію було повідомлено публіці.
Режисер-постановник Аокі Ей, який був на цій самій посаді під час знімання першого фільму серії, зізнавався, що якби мав на момент створення Fukan Fuukei сценарій Mirai Fukuin, то не став би її скорочувати, оскільки ця глава містила в собі низку деталей, що пов'язувала її з пізньої роботою Насу. Також режисери зазначили, що нова глава разюче відрізняється від першоджерела з погляду тексту, що говорило про трансформацію стилю Насу Кіноко за десятиліття. Аокі Ей для адаптації манґи Такеучі спеціально переписав діалоги персонажів для більшої відповідності манері мови героїв оригіналу. Дизайн всіх нових персонажів попередньо затверджувався Такеучі й потім оброблявся художниками студії. Також аніматори відзначали, що розуміння стилістики робіт Type-Moon дійшло до них лише після адаптації Fate/Zero. За словами Томонорі Судо, для якого ця робота стала першою на посаді режисера-постановника, виробництво його фільму вибилося із запланованого графіка, через що керівництво ufotable було змушене залучити Нонаку Такую з його підлеглими та залишити за Судо загальне керівництво процесом та створення розкадрування.
Сам Насу у 2013 році також отримав завдання від Кондо Хікару написати щось нове за тематикою Kara no Kyōkai для розповсюдження на промоакції під час показу нового фільму. Насу відразу ж відмовився виконувати це доручення, оскільки вважав, що на відміну від всесвіту Fate історія Kara no Kyōkai не підлягала розширенню. Втім, Такеуті знову вдалося переконати його почати роботу над твором, який отримав назву Shuumatsu Rokuon. Ще на стадії опрацювання сценарію до Насу звернулися представники Aniplex з вимогою у двотижневий термін надати хоча б концепт майбутньої роботи, який ліг би в основу ще однієї екранізації. Насу не зміг виконати це завдання вчасно, що стало причиною повного скасування планів щодо фінансування проекту екранізацій можливих нових частин ранобе. Нова глава була підготовлена до виходу фільму, який відбувся 28 вересня 2013 года. Насу Кіноко відмовився від її можливого комерційного поширення, оскільки розцінив нову роботу такою, що не володіє самостійною значимістю в загальному сюжеті твору. Сам фільм демонструвався в кінотеатрах Японії до кінця жовтня і зібрав 116,5 мільйонів єн касових зборів. Вихід Blu-ray Disc та DVD записів фільму відбувся 19 лютого 2014 року; у перший тиждень продажів записи роботи стали найпродаванішими серед усієї аніме-продукції.

## Музика та радіопостановки
9 серпня 2002 року компанією звукозапису Magic Cage була видана радіопостановка Kara no Kyōkai, яка являла собою версію оригінального роману, розширеного сценаристом студії Гоханом Оморі шляхом додавання нових сцен. Роль оповідача була довірена виконавцю ролі Арая Сорена Накаті Джьоджі. Як бонус до запису постановки на CD-дисках була додана брошура зі спільним інтерв'ю Насу Кіноко і сценариста компанії Nitroplus Ґена Уробучі.
Роль композитора серії фільмів наприкінці 2006 року була довірено Каджіурі Юкі, який написав саундтрек у стилі класичного кросовера. Спеціально для створення закриваючих композицій фільмів Каджіурою був організований музичний гурт Kalafina, сім пісень якої, що були представлені в Kara no Kyōkai («Oblivious», «Kimi ga Hikari ni Kaete Iku», «Kizuato», «Aria», «Sprinter», «Fairytale» та «Seventh Heaven»), стали основою їхнього дебютного альбому Seventh Heaven, який вийшов 4 березня 2009 року. У 2013 році Каджіура та Kalafina взяли участь у створенні екранізації Mirai Fukuin, записавши пісні «Alleluia» та «dolce», які були видані у тому ж році як сингли.
До початку прокату основної серії фільмів 27 листопада 2007 року на інтернет-станції Animate Times було організоване мовлення нової радіопостановки Kara no Kyōkai з постійною ведучою Аюмі Фуджімурою (Кокуто Адзака), яка приймала у ролі гостей передачі інших сейю екранізації. Радіопостановка складалася з трьох частин: «the Garden of listeners», «the Garden of wanderers» та «the Garden of tellers», які налічували 7, 22 та 7 випусків, відповідно, і які продовжувалися до 27 жовтня 2009 року. Згодом записи передачі були також видані на CD-дисках.

## Критика

### Структура та сюжет
Видання роману та сюжет твору отримали позитивні оцінки рецензентів. Так оглядач порталу tanuki.pl зазначав, що Kara no Kyokai досить сильно відрізняється від середнього представника книжкової продукції формату ранобе. Зокрема, кількість ілюстрацій у виданні зведена до мінімуму і супроводжувала лише титульні сторінки глав; текст твору не ряснів повторами важливих для розуміння сюжету аспектів і написаний досить складною та багатою мовою. Все це, на думку критика, наближало Kara no Kyokai до роману в класичному розумінні й вимагало від читача терплячого занурення в деталі розповіді.
Попри нехронологічний порядок глав, оглядачі відзначали, що він не створює заплутаності у сприйнятті фабули аудиторією, а, на думку рецензента The Fandom Post Кріса Беверіджа, навпаки, подавав кожен аспект сюжету в потрібний момент і дозволяв читачеві самостійно робити припущення щодо розгадок окремих головоломок. Низка критиків вказувала на можливу складність розуміння першого розділу роману через заплутаність експозиції головної сюжетної лінії, яка, втім, вирішувалася у другій-третій главі. Оглядач tanuki.pl вказував на незвичайні переходи розповіді від імені одного персонажа до іншого, які, хоча і дозволяли поглянути на ситуації з різних кутів, але дещо руйнували плавність розповіді. У науковій статті Форреста Грінвуда, який досліджує роль бішьоджьо-дівчат як головних героїнь сюжетів, цей аспект у поєднанні з численними хронологічними переходами був охарактеризований як подібний до методу викладу візуальних новел, який потребує від аудиторії самостійного занурення в сюжет.
На думку критика UK Anime Network Роберта Фрейзера контекст твору був легко зрозумілим для аудиторії, знайомої з іншими творами Кіноко Насу, і містив чимало відсилань до них. Також він хвалив твір за відсутність жорсткої класової системи візуальної новели Fate/stay night, що робило розвиток сюжетних ліній несхожим на лінійні японські рольові ігри. На думку оглядача tanuki.pl, фентезійна складова роману була вписана в реалії міста вдаліше, ніж у попередній продукції Type-Moon. Проте, на думку рецензента Anime News Network Габріелли Ікінз, у низці повсякденних сцен персонажі Kara no Kyōkai виглядали менш цікаво ніж у Fate/stay night через серйознішу атмосферу твору.
Також відзначався великий символізм окремих деталей, які на перший погляд виглядали малозначними, але сприяли передачі настрою окремих сцен і деталей взаємин між героями. З цієї причини, а також через специфічне подання сюжету, яке розкрило базис центрального конфлікту Рьоґі Шікі лише у фінальній главі, критики зауважували, що повторне ознайомлення з твором лише покращувало їхнє сприйняття фабули як єдиного цілого шляхом виявлення всіх наявних зв'язків між елементами. На думку tanuki.pl, це додавало сюжету «частинку сюрреалізму, яка гарно ставала частиною загальної картини». На думку рецензентів, ранобе відзначалося гарним створенням саспенсу і підтримувало інтерес аудиторії до фіналу, попри практично повну відсутність гумору та велику кількість відчаю. Сама ж розв'язка була охарактеризована критиками як «послідовна і логічна». Однак додаткові глави отримали низьку оцінку від Габріелли Ікінз через «нудну подачу сюжету» та «непродуману діалогову частину», попри «перспективний образ Шідзуне Сео».
Головна ж сюжетна лінія твору отримала суперечливі оцінки. Так на думку одних рецензентів, робота є вдалим прикладом «синтезу містики та філософії», а також трилера та темного фентезі. Існування двох особистостей всередині Шікі, на думку Кріса Беверіджа, було представлене досить переконливо, а, на думку Роберта Фрейзера, їх причина, яка була наведена в епілозі, є втіленням поняття про ейдоси Платона. Проте Фрейзер також зазначав, що фінальний антагонізм головної героїні із серійним вбивцею виглядав досить безглуздо, через очевидне божевілля останнього. Це знецінювало моральну дилему Шікі, змушуючи її поривання до вбивства виглядати «по-шкільному виставленими напоказ», і, на думку критика, було б краще, якби противник був безгрішним персонажем. Однак ним та рецензентом tanuki.pl позитивно відзначалися виконаний в оповіданні переворот «класичної системи цінностей, в якій часто наміри мають більше значення, ніж дії» та відсутність «чіткого поділу між добром і злом», де останнє є лише «результатом людських страхів».

### Персонажі
Оглядачі позитивно відзначали романтичну лінію між Рьоґі Шікі та Кокуто Мікією. Габріелла Ікінз розцінила її як одну з найкращих історій кохання в аніме-індустрії, добре передану в деталях поведінки персонажів, попри фактично здійснену зміну їхніх гендерних ролей. На думку Роберта Фрейзера ця лінія була надмірно затягненою, що значною мірою було спричинене вкрай пасивною поведінкою Кокуто Мікії, який був виконаний на «рівні головних героїв гаремних історій» з «надмірно тверезим і нудним мисленням». Також Фрейзер охарактеризував Мікію, як «позбавленого характеру персонажа» з «внутрішньою порожнечею». В інших рецензіях, втім, Кокуто Мікію називали дуже важливою для Шікі особою, оскільки він був «перепочинком від всюдисущої темряви» та «якорем на порозі божевілля». Важливим аспектом, на думку tanuki.pl, стала відсутність еротичних сцен між головними героями, оскільки це дозволило уникнути важкого для Насу Кіноко їх опису, проблеми з яким яскраво проявилися в текстах його наступних ероґе-творів. На думку рецензента Anime News Network Терона Мартіна частина діалогів персонажів, особливо в епілозі, були затягнуті, що також було характерною рисою творчості Насу. Проте цей же аспект був розцінений tanuki.pl як додатковий засіб розкриття образів персонажів через природні, а не «характерні для аніме псевдофілософські діалоги». Опис принципів магії, втім, у низці випадків був виконаний надто докладним, хоча він і був надзвичайно важливим з погляду наступних творів Насу.
Образ Рьоґі Шікі, на думку Терона Мартіна, був представлений досить нешаблонним і разюче відрізнявся від цундере-стереотипу, що на думку інших оглядачів «складало половину від успіху всього Kara no Kyoukai». У статті Форреста Грінвуда роздвоєння особистості Шікі на «чоловічу» та «жіночу» половини отримало оцінку, як оригінальне з погляду аніме-індустрії, оскільки саме «чоловіча» частина характеру переважно передавала жіночність її образу. На думку Кріса Беверіджа та оглядачів tanuki.pl зміщення акценту на Кокуто Адзаку у шостій главі пов'язане з необхідністю розряджання атмосфери після кульмінації історії з Арая Сореном і була виконана Насу краще, ніж історія подібної за здібностями ТоноАкіхи з візуальної новели Tsukihime.

### Аніме-адаптація
Робота, виконана студією ufotable, отримала високу оцінку критиків. На думку Роберта Фрейзера, попри зусилля, зроблені Studio Deen, яка випустила дві екранізації візуальної новели Fate/stay night, для популяризації продукції Type-Moon на західному ринку, її «спадщина була повністю зруйнована якістю фільмів від ufotable». Зазначалося, що адаптація Kara no Kyokai стала «першою у всесвіті Type-Moon яка не викликає жодних нарікань», і, попри вибір маловідомих тоді студії та режисерів-постановників, сприяла зростанню кількості прихильників творчості Насу Кіноко.
Візуальна складова роботи виділялася оглядачами як основа, на якій будується первинний глядацький інтерес, що доповнюється надалі атмосферою та сюжетом першоджерела. Вдалим елементом рецензенти вважали використану студією колірну гамму, яка підкреслювала атмосферу готичного роману. Попри малу кількість та невелику тривалість бойових сцен, вони також були визнані критиками з причин реалістичної постановки рухів персонажів, доцільно використаних ефектів комп'ютерної графіки, обраних динамічних планів знімання, гарної передачі крові та загальною плавністю анімації. Втім, загальні плани, згідно з Робертом Фрейзером, були виконані з порушенням пропорцій окремих об'єктів. Оглядачами відзначалась деталізація як приклад «фотореалістичного пейзажу», що виглядав «особливо ефектно у променях заходу сонця». Форрест Грінвуд позитивно відзначив постійну зміну візуального сприйняття між видами від третього та першої особи, які сприяли одночасному сприйняттю образів Кокуто Мікії та Шікі Рьоґі як з позиції стороннього спостерігача, так і з погляду самих героїв. Дизайн елементів магії, особливо фей, був визнаний виконаним без клішованих уявлень і таким, який виглядав досить оригінально.
Низка претензій критиків була висловлена щодо дизайну персонажів Такеучі Такаші. На думку Габріелли Ікінз, він був переданий ufotable досить своєрідно, що вказувало тоді на відсутність вдалої концепції його адаптації на екрані, яка з'явилася пізніше у процесі екранізацій творів всесвіту Fate. Інші рецензенти виділяли стиль Такеучі як один з небагатьох недоліків роботи, оскільки зовнішність окремих героїв «переміщувалася» з одних робіт Type-Moon до інших. Найбільші претензії були висловлені до дизайну персонажа Енджьо Томое: так Роберт Фрейзер зазначав, що через надто сильну схожість з головним героєм Fate/stay night Емією Шіро йому на думку приходило, що він очікує «появи у кадрі ще й Сейбер з Екскалібуром», що сильно відволікало від перегляду роботи.
Високо відзначається музикальний супровід серії, створений Каджіурою Юкі, який, на думку критиків, вдало доповнює атмосферу роботи. Фінальні пісні гурту Kalafina, які являли собою суміш арії, року та J-pop, були визнані підібраними вдало завдяки текстам, які достатньо точно відповідають тематиці твору.
У підсумку, на думку рецензентів Anime News Network, серія Kara no Kyōkai стала проривною для студії ufotable та перетворила її у великого гравця аніме-ринку, заклавши базис для подальшої плідної роботи (від режисерського підходу та колірної гами до музикального супроводу) спільно з компанією Type-Moon над екранізаціями всесвіту Fate.